# 小行星3009
小行星3009（3009 Coventry）是一颗绕太阳运转的小行星，为主小行星带小行星。该小行星于1973年9月22日发现。
該小行星以英國英格蘭西密德蘭郡的城市科芬特里命名。

## 轨道参数
小行星3009的轨道半长轴为2.1967546 UA，离心率为0.205。